# Crocifissione di Strasburgo
La Crocifissione di Strasburgo è un dipinto a tempera e oro su tavola (39x26 cm) attribuita a Giotto, databile al 1320 circa e conservato nel Musée des Beaux-Arts di Strasburgo. 

## Storia e descrizione
I primi studi sull'opera la riferirono alla scuola di Giotto, ma Roberto Longhi, nel 1948, la restituì al maestro, accoppiandola con una Maestà in collezione privata newyorkese (Wildenstein) come facente parte di un possibile dittico (ipotesi poi scartata dalla critica successiva). Gnudi e Salvini ne rilevarono l'alta qualità, ma non la inclusero nel catalogo del maestro. Suida, Toesca e Offner parlarono di un "Maestro della Crocifissione di Strasburgo" a cui assegnarono anche la Crocifissione di Berlino, altra opera simile di piccolo formato. Ancora oggi la critica è incerta sulla sua attribuzione, anche perché alcune parti sono rovinate da uno stato di conservazione non eccelso. In ogni caso si tratta di opera della fase tarda, come dimostrano i panneggi ampi e voluminosi, come si incontrano anche nelle Cappelle Peruzzi e Bardi. 
Probabilmente la Crocifissione di Strasburgo formava un dittico con la Madonna in trono tra le Virtù già nella collezione Wildenstein di New Tork, riferibile però al Maestro delle Vele. 
La scena è svolta secondo l'iconografia tradizionale, con le innovazioni già sperimentate nella Crocifissione degli Scrovegni. La croce di Cristo si leva al centro del dipinto nello splendore ieratico del fondo oro uniforme. Angeli dolenti si accalcano attorno alla figura di Cristo, mentre in basso abbraccia la croce la Maddalena rossovestita. Due gruppi di astanti si accalcano ai lati, lasciando la parte centrale con la santa isolata. A sinistra il gruppo delle pie donne con Maria che sviene; a sinistra san Giovanni e il centurione che solleva il braccio, figura tipica dell'iconografia della Crocifissione simboleggiante coloro che, allo scatenarsi della natura nel momento della morte di Cristo, lo riconobbero come figlio di Dio.
Il Cristo è snello più che mai, quasi filiforme, lontano ormai dal senso di pesantezza, calcato in maniera quasi "polemica", nella Croce di Santa Maria Novella. Originale è il modo di tagliare le figure dai bordi del dipinto, dando l'impressione di un asserragliamento di personaggi molto più ampio di quello rappresentato. 

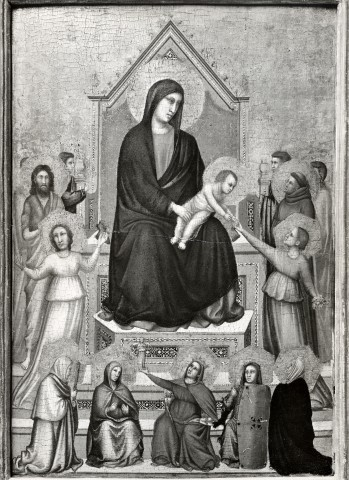
La Madonna Wildenstein
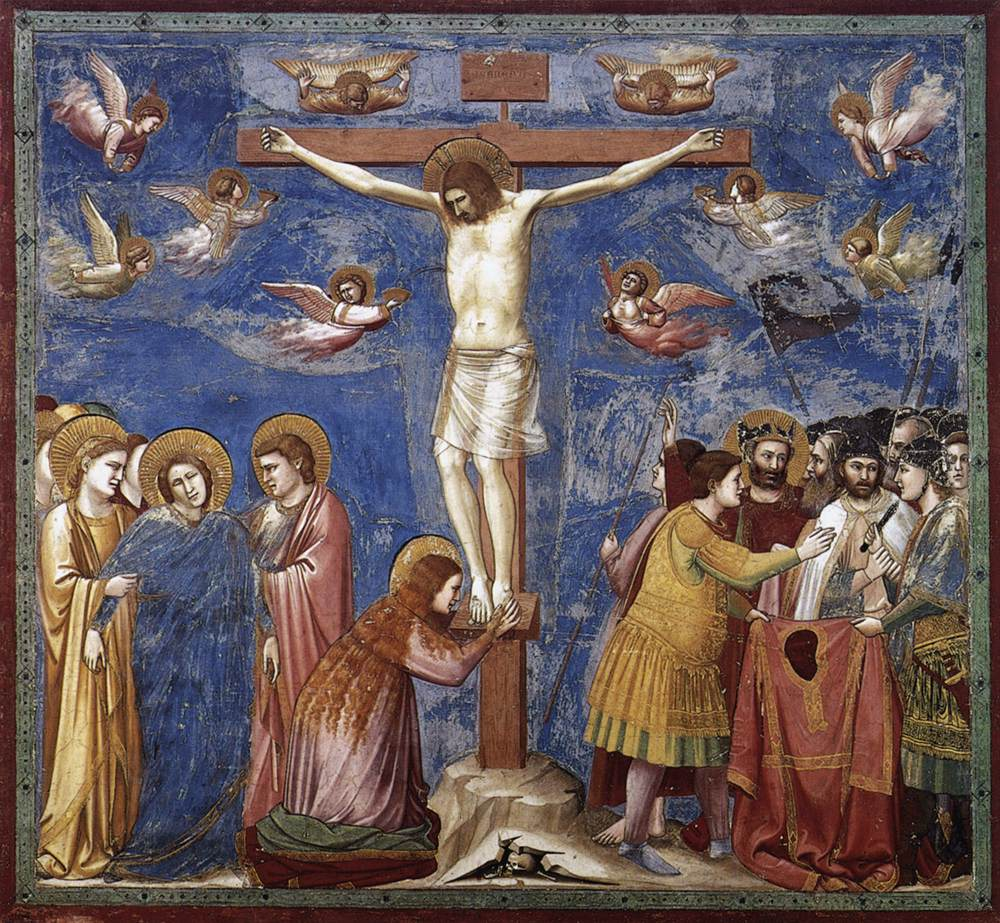
Crocifissione nella cappella degli Scrovegni di Padova (1303-1305 circa)
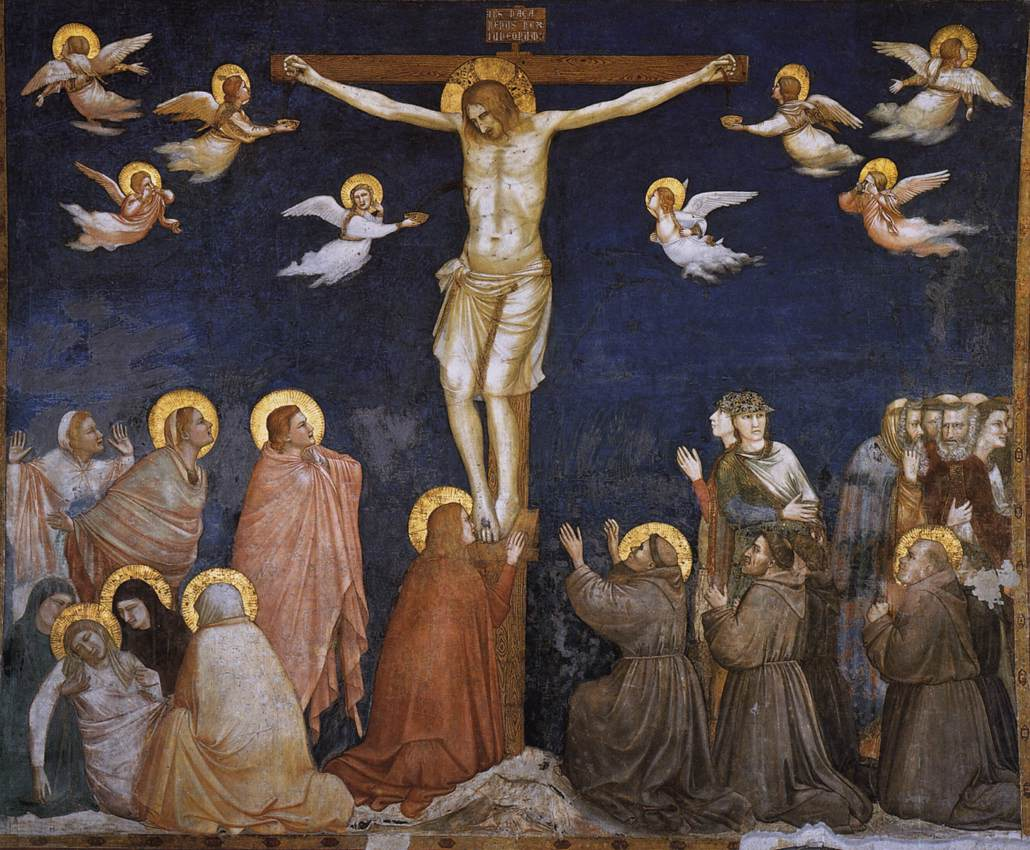
Crocifissione con cinque francescani nella basilica inferiore di Assisi (1308-1310 circa)
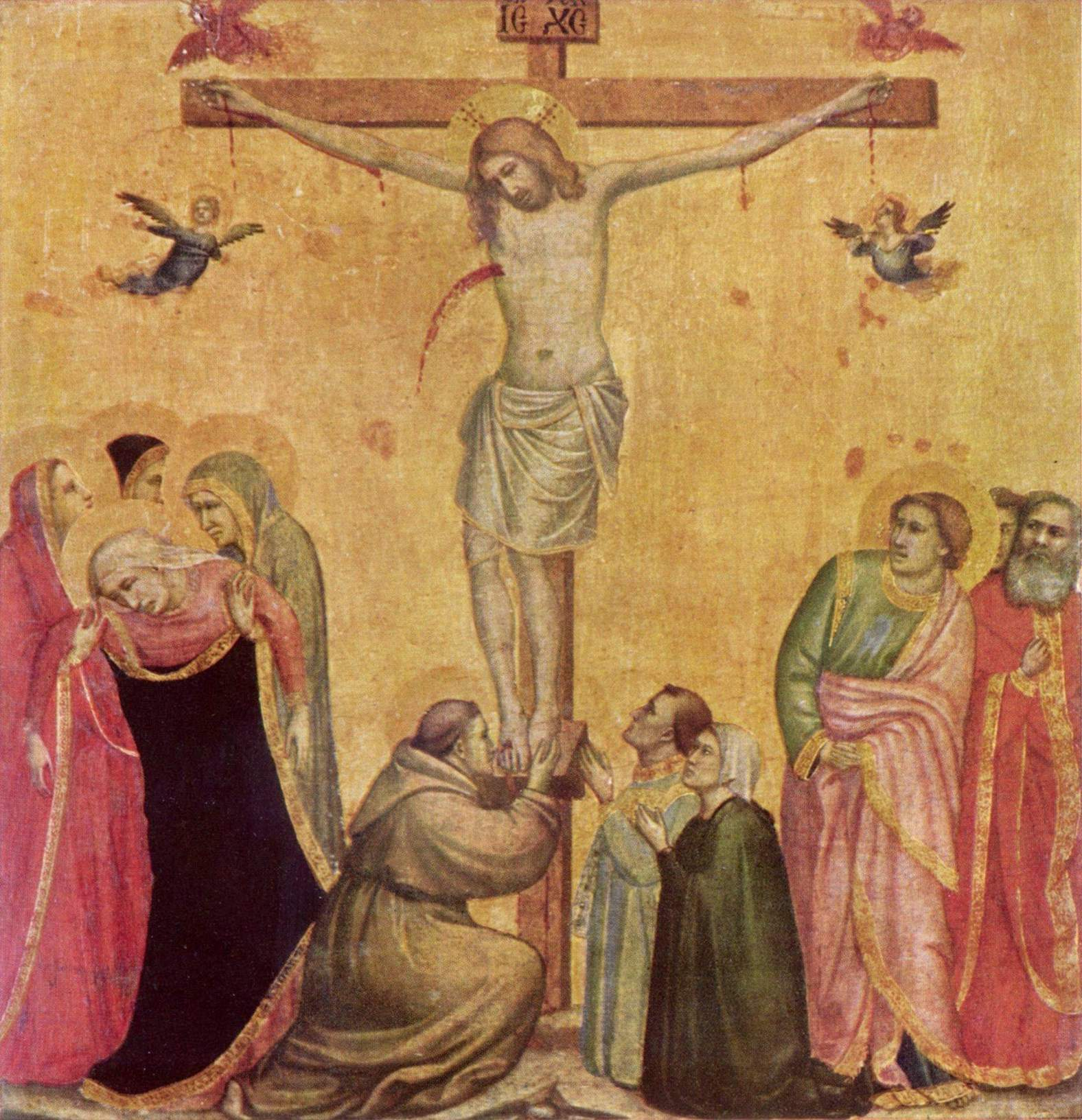
La Crocifissione nell'Alte Pinakothek (1320-1325 circa)
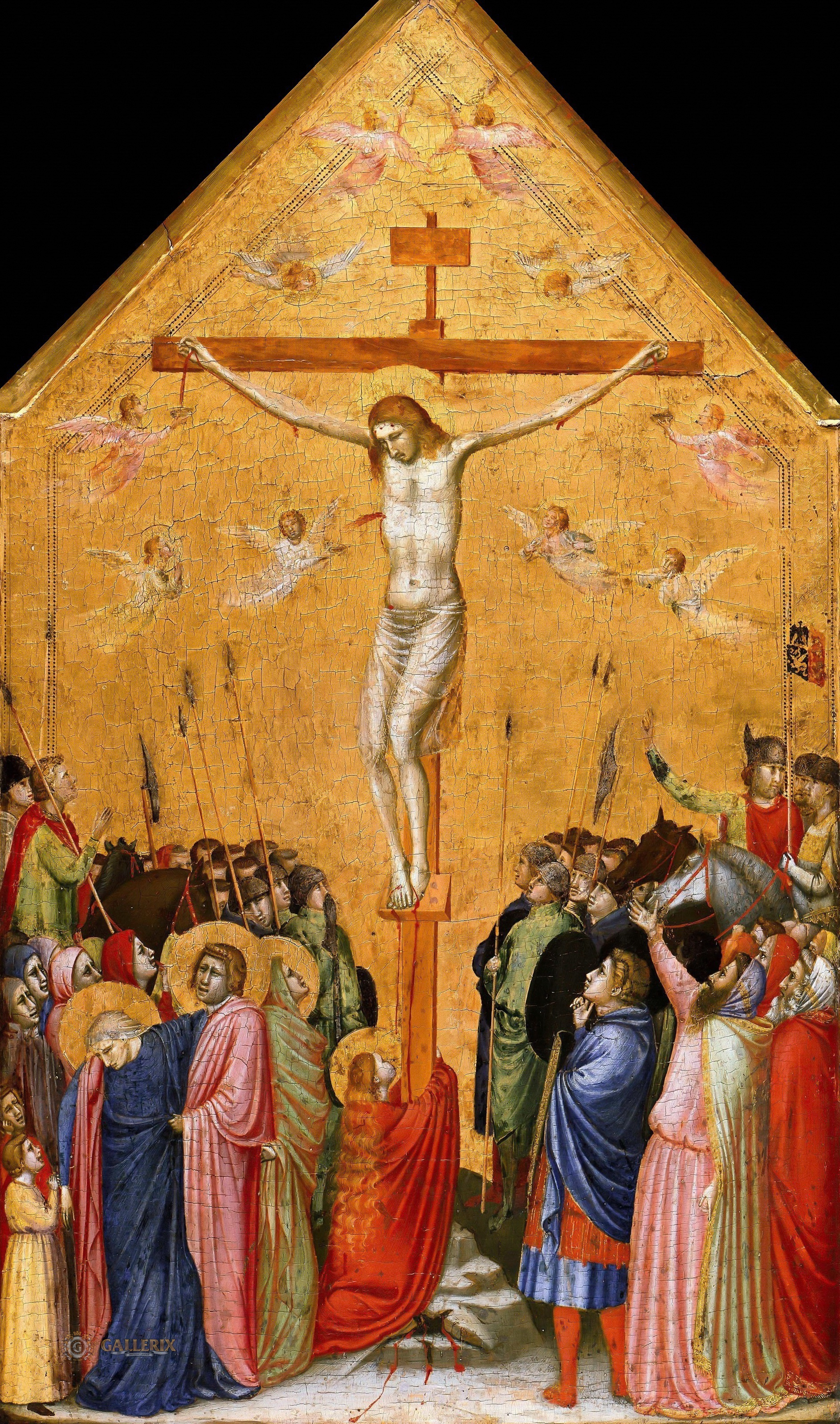
La Crocifissione di Berlino (1320 circa)